# 17 lány
A 17 lány (17 filles) egy francia film, Delphine és Muriel Coulin rendezésében. A forgatás 2010. július 26. és szeptember 15. között zajlott Bretagne-ban, Lorient (főleg), Étel, Guidel és Ploemeur városában, Morbihan megyében. 
A filmet jelölték az Arany Kamera díjra a 2011-es Cannes-i fesztiválon, valamint ugyanabban az évben elnyerte a Michel-d’Ornano díjat a Deauville-i fesztiválon.
2011. december 14-én került a mozikba. 

## Tartalom
Lorient városában tizenhét egyazon gimnáziumba járó kamaszlány a fiúk és a felnőttek számára érthetetlen és váratlan döntést hoz. Közösen úgy döntenek, hogy egyszerre teherbe esnek, mivel egyikük, Camille (Louise Grinberg), teherbe esik egy egyéjszakás kaland után. Egy olyan városban, amely ebben az időben társadalmi-gazdasági problémákkal küzd a halászat és az ipar válsága nyomán, ezek a fiatal lányok nem akarják alávetni magukat a hagyományos magatartási szabályoknak, hanem csupán meg akarják adni azt a szeretetet egy babának, amit adhatnak.
Camille, aki egyedül él munkától túlterhelt édesanyjával, az első, aki pozitív terhességi teszttel szembesül és meg szeretné tartani a babát. Ezért győzi meg a többieket, hogy essenek teherbe és neveljék fel együtt a gyerekeket. Önállósulni, ez a kamaszlányok fő jelszava, a lányoké, akik azért kovácsolnak tervet, hogy ne legyenek többé szüleik piszkálódó megjegyzéseinek alanyai: „Nem fogjuk soha többé hallani az olyan megjegyzéseket, mint: «Tedd rendbe a szobádat!» […] Sosem leszünk olyanok, mint a mi szüleink, csak 16 év korkülönbség lesz köztünk és a gyerkőcök között. Ez pont ideális, közel leszünk hozzájuk, nem lesz generációk közti ellentét!” Úgy döntenek, együtt nevelik fel gyermekeiket, mint egyfajta „hippi közösség”. 
De persze nem minden történik úgy, mint ahogyan ők eltervezték…

## Adatok
- Rendező: Delphine Coulin és Muriel Coulin
- Forgatókönyv: Delphine Coulin és Muriel Coulin
- Producer: André Bouvard és Denis Freyd
- Megjelenés dátuma (Franciaország): 2011. december 14.

## Szereposztás
- Louise Grinberg: Camille
- Esther Garrel: Flavie
- Roxane Duran: Florence
- Solène Rigot: Mathilde
- Juliette Darche: Julia
- Yara Pilartz: Clémentine
- Florence Thomassin: Camille édesanyja
- Noémie Lvovsky: ápolónő a gimnáziumban
- Carlo Brandt: a gimnázium igazgatója
- Frédéric Noaille: Florian
- Arthur Verret: Tom
- Jocelyne Desverchère: Clémentine édesanyja
- Serge Moati: újságíró

## Előzmények
A film készítői valós történésekből merítették az ihletet. A hírekben szerepelt 2008-ban, az Amerikai Egyesült Államok-beli Gloucesterben, hogy egy év alatt 17 kamaszlány kötött megállapodást arról, hogy teherbe esnek. Egy amerikai tévéfilm is készült az eseményekről 2010-ben a LifeTime tévécsatorna által: „The pregnancy Pact”.

## Fordítás
- Ez a szócikk részben vagy egészben  a(z)   17 filles című francia Wikipédia-szócikk fordításán alapul.  Az eredeti cikk szerkesztőit annak laptörténete sorolja fel. Ez a jelzés csupán a megfogalmazás eredetét és a szerzői jogokat jelzi, nem szolgál a cikkben szereplő információk forrásmegjelöléseként.